# Mahtab Keramati
Mahtab Keramati (perski: مهتاب کرامتی) (ur. 17 października 1970 w Malajeru) – irańska aktorka, producentka filmowa oraz działaczka społeczna.

## Życiorys
W młodości studiowała mikrobiologię oraz uczęszczała na kurs aktorski u Amina Tarokha. W roku 1997 stała się znana dzięki roli w serialu telewizyjnym Mardane anjelos. Jej pierwszą rolą w kinie jest film Mardi az jense bolour.
W latach 2006–2022 pełniła funkcję ambasadora dobrej woli UNICEF.

## Filmografia
- 1999 : Mardi az jense bolour
- 2000 : Mumiyayi 3
- 2000 : Marde barani
- 2000 : Behesht az ane to
- 2001 : Molaghat ba tooti
- 2003 : Shahe khamoosh
- 2005 : Hashtpa
- 2005 : Rastegari dar 8:20
- 2007 : Hess-e penhan
- 2007 : Padashe sokoot
- 2007 : Adam
- 2008 : Atash-e sabz
- 2008 : Shirin
- 2009 : Tardid
- 2009 : Zanha fereshteand
- 2009 : Doozakh barzakh behesht
- 2009 : Bist
- 2010 : Shabane rooz
- 2010 : Adamkosh
- 2010 : Alzheimer
- 2011 : Chiz-haie hast keh nemidani
- 2011 : Asb heyvan-e najibi ast
- 2012 : Zendegie khosousie agha Va khanome Mim
- 2012 : Azar
- 2014 : Nakhasteh
- 2014 : Ashbah
- 2015 : Asre yakhbandan
- 2015 : Jameh daran